# Mylabris chariensis
Mylabris chariensis es una especie de coleóptero de la familia Meloidae.

## Distribución geográfica
Habita en el Congo (África).